# Mjötjärnen (Bjärtrå socken, Ångermanland)
Mjötjärnen är en sjö i Kramfors kommun i Ångermanland och ingår i Ångermanälvens huvudavrinningsområde. Sjön avvattnas av vattendraget Sjögarån. Sjöns area är 0,1102 kvadratkilometer och den befinner sig 205,6 meter över havet.

## Delavrinningsområde
Mjötjärnen ingår i det delavrinningsområde (699545-160574) som SMHI kallar för Mynnar i Dämstasjön. Medelhöjden är 223 meter över havet och ytan är 9,26 kvadratkilometer. Det finns ett avrinningsområde uppströms, och räknas det in blir den ackumulerade arean 12,15 kvadratkilometer. Sjögarån som avvattnar avrinningsområdet har biflödesordning 3, vilket innebär att vattnet flödar genom totalt 3 vattendrag innan det når havet efter 8,1 kilometer. Avrinningsområdet består mestadels av skog (93 procent). Avrinningsområdet har 0,25 kvadratkilometer vattenytor vilket ger det en sjöprocent på 2,7 procent.